# شهرستان چورتاندی
شهرستان چورتاندی (به قزاقی: Шортанды ауданы، شورتاندى اۋدانى) یک شهرستان در قزاقستان است که در استان آق‌مولا واقع شده‌است.
نام این شهرستان، «چورتاندی»، متشکل از واژهٔ «چورتان» به معنی اردک‌ماهی و پسوند «ـدی» می باشد. معنی نام این شهرستان«پر از ارکماهی» است.

## خصوصیات
شهرستان چورتاندی ۴٬۷۰۰ کیلومترمربع مساحت و ۲۹٬۲۷۹ نفر جمعیت دارد.